# Tikei
Tikei également appelé Manu ou Tikai ou Tiku, est une île située dans le sous-groupe des Îles du Roi Georges dans l'archipel des Tuamotu en Polynésie française.

## Géographie
Tikei est située à 68 km au sud-est de Takaroa et 77 km de Takapoto, les atolls les plus proches, ainsi qu'à 582 km au nord-est de Tahiti. C'est une île corallienne de forme ovale – un atoll comblé – de 3,9 km de longueur et 1,6 km de largeur maximales, d'une surface de 4 km2 sans aucun lagon intérieur avec un point culminant à trois mètres,.
Durant de nombreuses années une population vivait sur l'île dans le village de Tereporepo. L'île n'est désormais habitée que de manière temporaire. Tikei est rattaché administrativement à la commune de Takaroa.

## Histoire
La première notification de cette île par un Européen a été faite par le marin hollandais Jakob Roggeveen le 18 mai 1722 qui la nomme Belrekieglijk Eiland puis le lendemain son second officier allemand Carl Friedrich Behrens lui donne le nom d'île Carlshoff. Le 20 avril 1816, le russe Otto von Kotzebue l'aborde et la nomme d'Île Romanzov en hommage au mécène de son expédition,. Celui-ci reviendra sur l'atoll le 8 mars 1824.
Au XIXe siècle, Tikei devient un territoire français, peuplé d'environ trente habitants, où se développe la production d'huile de coco (avec environ dix tonneaux par an vers 1860).

## Économie
L'atoll, très boisé, est exploité pour ses cocotiers et le coprah de manière saisonnière.

## Faune et flore
Tikei est une île de nidification pour de nombreuses espèces d'oiseaux.